# Shaya Goldust
Shaya Goldust (geb. 12. April 1986 in Rasht) ist eine iranische Menschenrechts-, Sex- und Gender-Aktivistin, die jetzt in Kanada lebt. Sie ist eine der Moderatorinnen von Iran Wire und Rainbow.

## Leben
Shaya Goldust ist eine Transperson.
Im Alter von 18 Jahren wanderte sie aus dem Iran in die Türkei aus. Nach 13 Monaten Aufenthalt in der Türkei wurde sie durch den UNHCR nach Kanada vermittelt und fand dort als Zuwanderin Aufnahme und Schutz.

## Aktivitäten
Goldust, die Bedingungen der Mitglieder der „Regenbogengemeinschaft“ sowie die Probleme in iranischen Schulen und Bildungszentren sind ein ständiges und diskutiertes Thema für die Aktivisten dieses Bereichs, da das Dokument von der Islamischen Republik nicht genehmigt wurde und die queere Gemeinschaft das Opfer dieser Entscheidung der iranischen Regierung ist.
Shaya Goldust nahm an der Vancouver Pride Parade und der Pride Toronto im Jahr 2023 während der Bewegung „Frau, Leben, Freiheit“ teil. Sie trug ein regenbogenfarbenes Kleid und trug ein Zeichen der Solidarität mit unterdrückten Minderheiten im Iran.